# Zamach stanu w Mali (2021)
Zamach stanu w Mali (2021) – zakończony powodzeniem zamach stanu dokonany przez wojsko Mali pod dowództwem wiceprezydenta płk. Assimiego Goity przeciwko tymczasowemu prezydentowi Ba N’Daou i rządowi z tymczasowym premierem Moctarem Ouane na czele.

## Tło przewrotu
Na okres dziewięciu miesięcy przed zamachem stanu w 2021, w sierpniu 2020, prezydent Ibrahim Boubacar Keïta został odsunięty od władzy przez Narodowy Komitet Ocalenia Ludu. Nastąpiło to po miesiącach niepokojów społecznych w Mali w związku z nieprawidłowościami w marcowych i kwietniowych wyborach parlamentarnych oraz oburzeniem na porwanie lidera opozycji Soumaili Cissé. W dniu 18 sierpnia 2020 członkowie wojska pod dowództwem pułkownika Assimiego Goity i pułkownika-majora Ismaëla Wagué w Kati w regionie Koulikoro rozpoczęli pucz. Prezydent Keïta i premier Boubou Cissé zostali aresztowani, a krótko po północy Keïta ogłosił swoją rezygnację, mówiąc, że nie chce widzieć żadnego rozlewu krwi.

## Reakcja międzynarodowa
1. Organizacja Narodów Zjednoczonych poprzez swoją misję pokojową MINUSMA, szybko potępiła zamach stanu i wezwała do spokoju w całym kraju. António Guterres, Sekretarz Generalny Organizacji Narodów Zjednoczonych, wezwał do spokoju i uwolnienia więźniów.
2. Félix Tshisekedi, prezydent Demokratycznej Republiki Konga i szef Unii Afrykańskiej „zdecydowanie potępił wszelkie działania, które mają na celu destabilizację Mali”[5].
3. Ponadto Organizacja Narodów Zjednoczonych, ECOWAS, Unia Europejska, Stany Zjednoczone i Unia Afrykańska wydały wspólne oświadczenie potępiające zamach stanu i wezwały do uwolnienia aresztowanych polityków.
4. 1 czerwca 2021 Unia Afrykańska zawiesiła Mali w prawach członka organizacji[6].

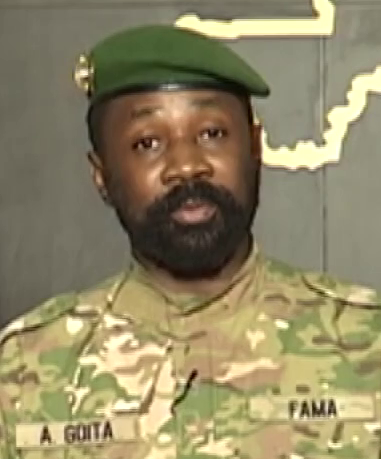
pułkownik Assimi Goita